# Jersey (runderras)
De Jersey komt oorspronkelijk van het eiland Jersey. Het is een bekend melkras over de hele wereld.
Ze zijn grijsbruin/beige tot vrijwel zwart van kleur en niet zo groot. De jersey kalft makkelijk af en wordt daarom veel gebruikt om met andere rassen te kruisen.
De melk is door het hoge vetgehalte goed geschikt om boter en kaas van te maken. Het is ook een efficiënte koe, omdat er door het hoge vetgehalte minder melk nodig is per kaas. 
Ondanks hun kleinere formaat dan sommige andere koeienrassen, produceren Jersey koeien nog steeds een indrukwekkende hoeveelheid melk. Het gemiddelde melkvolume per dag is ongeveer 16 liter, maar sommige jersey koeien kunnen tot 19 liter melk per dag produceren.
- Nationale Bibliotheek van Israël: 987007531583905171